# Bois des Amourettes
Bois des Amourettes är en ort i Mauritius.   Den ligger i distriktet Grand Port, i den sydvästra delen av landet, 30 km sydost om huvudstaden Port Louis. Bois des Amourettes ligger 182 meter över havet och antalet invånare är 1 986. Den ligger på ön Mauritius.
Terrängen runt Bois des Amourettes är kuperad åt nordväst, men söderut är den platt. Havet är nära Bois des Amourettes åt sydost.  Närmaste större samhälle är Mahébourg, 6,0 km sydväst om Bois des Amourettes. 